# Cung điện Neuberg
Cung điện Neuberg (tiếng Séc: Neubergovský palác, tên gọi khác: Cung điện Dobřenský, Cung điện Neyer hoặc Cung điện Salm) là một cung điện lịch sử mang phong cách kiến trúc Baroque, tọa lạc ở số 891/5 phố Panská, Nové Město, Praha, Cộng hòa Séc. Cung điện này được công nhận là một di tích văn hóa của Cộng hòa Séc từ năm 1964. Hiện nay, đại sứ quán Brasil đặt trụ sở tại cung điện này.

## Lịch sử
Vào thế kỷ 14, ở vị trí cung điện ngày nay từng có hai ngôi nhà mang phong cách kiến trúc Gothic. Karel Ferdinand Dobřenský trở thành chủ sở hữu khu bất động sản này vào năm 1717. Ông đã xây dựng lại nơi đây thành một cung điện tuyệt đẹp theo phong cách Baroque.
Phần nội thất của cung điện được gia đình Pháp Harbuval de Chamaré cải tạo lại vào năm 1812. Năm 1844, chủ sở hữu cung điện lúc bấy giờ là quý tộc người Séc Jan Norbert xứ Neuberg đã tiến hành trùng tu cung điện này. Sau đó, cung điện Neuberg trở thành trụ sở của nhiều tổ chức khác nhau. Sau đợt tái thiết cung điện vào năm 2004, đại sứ quán Brazil chuyển trụ sở đến đây.